# HMG (protéine)
Pour les articles homonymes, voir HMG.
Les groupes de protéine à haute mobilité (High Mobility Group Proteins) ou HMG sont un groupe  de protéines nommées en fonction de leur mobilité électrophorétique et d'abord isolées des noyaux de mammifères . Les HMG sont les protéines nucléaires les plus abondantes, à l'exception des histones, et sont largement exprimées dans les tissus et les organes . Les HMG peuvent se lier de manière unique à l’ADN déformé et jouer un rôle clé dans la transcription, la recombinaison et la réparation de l’ADN . Les HMG sont impliqués dans la pathogenèse de plusieurs maladies, notamment le choc traumatique, les infections, le cancer, le diabète et les maladies auto-immunes . Selon les caractéristiques structurelles et biologiques des différentes protéines, les HMG sont divisées en trois groupes : les protéines HMGA, HMGB et HMGN . Chaque groupe de HMG est caractérisé par un domaine fonctionnelle distinctif : HMGA avec « AT-hook », HMGB avec « HMG-box » et HMGN avec « domaine de liaison au nucléosome (NBD)». Grâce à ces motifs fonctionnels, les HMG se lient à des structures spécifiques de l'ADN ou de la chromatine. Les HMG sont d'importants médiateurs inflammatoires dans la réaction systémique mortelle du sepsis et affectent les fonctions génomiques non seulement en se liant directement à la chromatine, mais également en interagissant avec des facteurs régulateurs qui affectent l'expression des gènes.

## Différents groupes

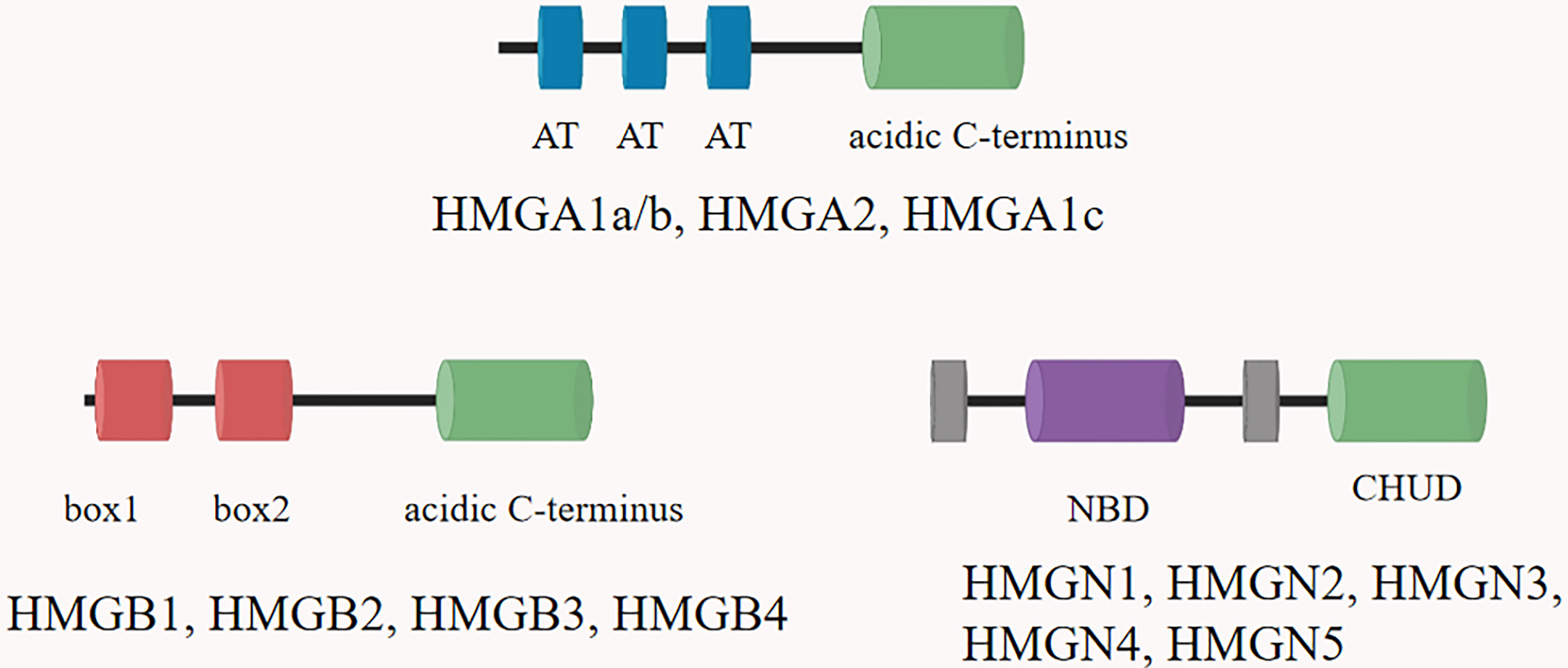
Les caractéristiques structurelles des HMG. Tous les HMGA contiennent trois crochets AT et une partie C-terminale acide, à l'exception du HMGA1c, qui ne contient que deux crochets. Chacun des trois membres de la famille HMGB contient deux boîtes HMG et une extrémité C-terminale acide étendue. Les protéines HMGN sont caractérisées par un domaine de liaison nucléosomique (NBD) chargé positivement et une région C-terminale chargée négativement appelée domaine de déploiement de la chromatine (CHUD).

### HMGB
HMGB est la protéine la plus abondante dans les HMG avec un poids moléculaire inférieur à 30 kDa et lie spécifiquement l'ADN à  l'ADN. Chaque gène HMGB contient deux domaines de liaison à l'ADN, nommés HMG box-A et HMG box-B. HMGB1-3 contient un C-terminal acide, tandis que HMGB4 n'a pas ce C-terminal acide . HMGB4 est une protéine spécifique aux mammifères, qui contient deux domaines de boîte HMG, mais n'a pas de queue acide . Sa séquence nucléotidique n'est pas conservée par rapport aux autres gènes HMGB . La boîte HMG de chaque HMGB peut se lier à l’ADN sans aucune spécificité de séquence, pour induire des modifications dans la structure de l’ADN. La protéine HMG est largement exprimée dans toutes les cellules nucléées. Les niveaux d’expression de HMGB1 et HMGB2 sont les plus élevés dans les cellules immunitaires parmi tous les types de cellules. L'expression de HMGB3 est relativement élevée dans le placenta, tandis que l'expression de HMGB4 est spécifique aux testicules .

### HMGN
Le groupe HMGN comprend cinq membres : HMGN1, HMGN2, HMGN3, HMGN4 et HMGN5 . La structure moléculaire de ce groupe comprend trois domaines fonctionnels évidents, notamment le signal de localisation nucléaire bilatéral (NLS), le domaine de liaison aux nucléosomes (NBD) et le domaine de régulation (RD). Le gène HMGN est principalement exprimé chez les vertébrés et localisé sur différents chromosomes. Le gène HMGN1 chez l'humain est situé en 21q22, HMGN2 en 1p36.1, HMGN3 en 6q14, HMGN4 en 6p21 et HMGN5 en Xp13. La protéine HMGN pourrait interagir avec les particules de nucléosomes pour participer à la réplication, à la transcription, à la réparation et à la recombinaison de l'ADN . La plupart des études sur les HNGN se concentrent sur les tumeurs ,.